# Ciclo del Úlster

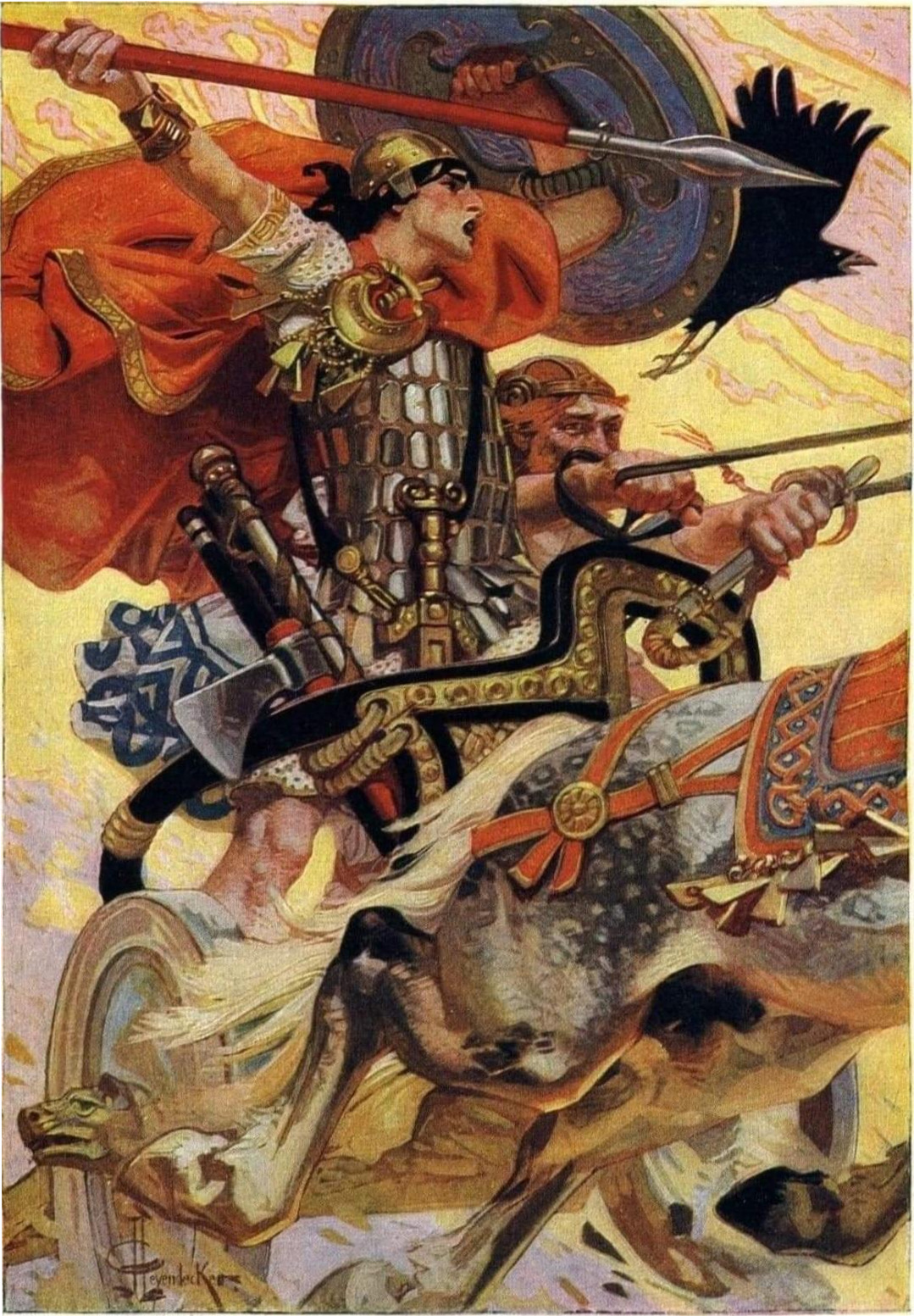
Cuchulain en batalla, ilustración de J. C. Leyendecker, 1911

El Ciclo del Úlster (en irlandés an Rúraíocht), conocido anteriormente como Ciclo de la rama roja, es un gran conjunto de escritos en prosa y verso centrados en los héroes tradicionales de los Ulaid, los pobladores del este la provincia irlandesa moderna del Úlster, que toma su nombre de ellos. Este es uno de cuatro grandes ciclos de la mitología irlandesa, juntamente con el Ciclo mitológico, el Ciclo feniano y el Ciclo histórico.
Las historias, ambientadas en el siglo I a. C., fueron transmitidas oralmente y puestas por escrito entre los siglos VIII y XI, y están preservadas en los manuscritos del siglo XII El libro de la vaca parda (c. 1100) y El libro de Leinster (c. 1160) y en compilaciones posteriores, tales como El libro amarillo de Lecan (siglo XIV). Elementos mitológicos aparecen libremente entremezclados con elementos legendarios que tienen un aire de autenticidad. El ciclo explica la historia del reino de Conchobar mac Nessa (Conor), rey semihistórico del Úlster supuestamente contemporáneo con Jesucristo, y sus Caballeros de la rama roja (esto es, el palacio donde se guardaban las cabezas y armas de enemigos derrotados). Su mandato se extendía desde Emain Macha (la actual Navan Fort cerca de Armagh), y era un fuerte rival de la reina Medb y el rey Ailill de Connacht y de su aliado, Fergus mac Róich, anterior rey del Úlster. El héroe principal del ciclo es el sobrino de Conchobar, Cúchulainn, un héroe similar a Aquiles, nacido de una madre mortal, Dectera, hermana del rey Conor, y de un padre divino, el dios Lug del Largo Brazo.
La sociedad descrita en los cuentos del Ciclo de Úlster parece en gran parte a la Edad precristiana del Hierro (aunque vista a través de la óptica de sus redactores cristianos medievales) y contiene numerosos paralelismos con la sociedad celta europea, tal y como la describen los autores clásicos. Los guerreros luchan desde carros, están sujetos a tabúes (geis), y toman como trofeo las cabezas de sus rivales, compiten por las preferencias en las fiestas, se dejan aconsejar por druidas y luchan cuerpo a cuerpo en los vados de los ríos. A los poetas se les atribuyen grandes poderes y privilegios y la riqueza se contabiliza por el ganado.
El ciclo consiste en aproximadamente ochenta historias, cuyo centro es la de Táin Bó Cúailnge, o el Robo de Ganado de Cooley, en la que Medb (o Maeva, en español), encabezando un ejército enorme, invade el Úlster para robar el Toro Pardo de Cooley, encontrándose con Cúchulainn como única oposición.

| Temas del Ciclo del Úlster | Temas del Ciclo del Úlster |
| -------------------------- | --- |
| Personajes de Úlster       | Amergin Athirne Blaí Briugu Bricriu Cairbre Cuanach Cathbad Celtchar Cethern mac Fintain Conall Cernach Conchobar mac Nessa Condere mac Echach Cruinniuc Cúchulainn Culann Cúscraid Dáire mac Fiachna Deichtine Deirdre Éogan mac Durthacht Fedlimid mac Daill Fergus mac Leti Folloman mac Conchobair Furbaide Ferbend Láeg Lóegaire Búadach Mugain Naoise Ness Sencha mac Ailella Sualtam Usnech |
| Personajes de Connacht     | Ailill mac Máta Bélchú Cet mac Mágach Ferdiad Findabair Fráech Maine Medb Nera |
| Exiliados de Úlster        | Cormac Cond Longas Dubthach Dóeltenga Fergus mac Róich Fiachu mac Fir Febhe |
| Otros personajes           | Achall Aífe Cairbre Nia Fer Connla Cú Roí Emer Fand Fedelm Noíchrothach Flidais Friuch Garb mac Stairn Goll mac Carbada Lug Lugaid mac Con Roí Lugaid Riab nDerg Macha Mesgegra Mórrígan Nechtan Scéne Scáthach Uathach |
| Armas                      | Caladbolg Gáe Bolg |
| Lugares                    | Emain Macha Cruachan Newgrange Red Branch Tara |
| Animales                   | Donn Cuailnge Finnbhennach |
| Textos                     | Mesca Ulad Táin Bó Cuailnge |

## Personajes

### Principales
- Conchobar mac Nessa (también Conor mac Nessa), rey de Úlster
- Cúchulainn, héroe de Úlster
- Deirdre, heroína trágica
- Medb, reina de Connacht y enemiga de Conchobar.
- Ailill mac Máta, rey de Connacht
- Fergus mac Róich, anterior rey de Úlster, que se exilia en Connacht.
- Mórrígan, diosa de la guerra y de la muerte.
- Lugh, dios del sol

### Importantes
- Amairgin mac Echit, poeta y guerrero
- Athirne, poeta y alborotador
- Blaí Briugu, hostelero y víctima de asesinato
- Briccriu, alborotador
- Cathbad, druida principal de la corte de Conchobar
- Celtchar, guerrero de Úlster
- Cet mac Mágach, guerrero de Connacht
- Cethern mac Fintain, guerrero de Úlster y tipo duro
- Conall Cernach, héroe de Úlster
- Connla, hijo de Cúchulainn
- Cormac Cond Longas, príncipe de Úlster exiliado con Fergus
- Cú Roí, Rey Monstruo con poderes supernaturales
- Culann, herrero
- Dáire mac Fiachna, ganadero
- Deichtine, hermana de Conchobar y madre de Cúchulainn
- Donn Cuailnge, toro semental
- Dubthach Dóeltenga, cínico aliado de Fergus mac Róich
- Emer, Esposa de Cúchulainn
- Finnbhennach, toro semental
- Fráech, héroe de Connacht
- Lóegaire Búadach, desventurado casi héroe de Úlster
- Lugaid mac Con Roí, hijo de Cú Roí que busca venganza
- Macha, diosa ofendida
- Naoise, guerrero de Úlster, cazador, cantante y amante de Deirdre
- Nera, noble de Connacht
- Ness, princesa de Úlster, madre de Conchobar
- Scáthach, guerrera que entrena a Cúchulainn en Escocia

### Secundarios
- Achall
- Áed Ruad
- Bélchú
- Cairbre Cuanach
- Cairbre Nia Fer
- Condere mac Echach
- Cruinniuc
- Cúscraid
- Fedelm Noíchrothach
- Fedlimid mac Daill
- Fergus mac Leti
- Fiachu mac Fir Febhe
- Follomain mac Concobair
- Friuch
- Furbaide Ferbend
- Garb mac Stairn
- Goll mac Carbada
- Lugaid Riab nDerg
- Maine
- Mugain
- Sencha mac Ailella
- Uathach

## Textos
- Compert Conchobuir: El nacimiento de Conchobar
- Scéla Conchobuir mac Nessa: Historias del hijo de Conchobar en Ness
- Ferchuitred Medba o Cath Bóinde: Los hombres de Medb, o la batalla del Boyne
- Compert Con Culainn: El nacimiento de Cú Chulainn
- Tochmarc Emire: El cortejo de Emer
- Aided Óenfir Aífe La muerte del único hijo de Aífe
- Aided Derbforgaill: La muerte de Derbforgaill
- Aided Guill maic Carbada ocus Aided Gairb Glinne Rige: Las muertes de Goll mac Carbada y Garb de Glenn Rige
- Scéla Muicce Maic Dathó: La historia del cerdo de Mac Dathó
- Fled Bricrenn: La fiesta de Bricriu
- Longes mac nDuíl Dermait: EL exilio de los hijos de Dóel Dermait
- Longes Mac nUisnech: El exilio de los hijos de Usnech
- Aislinge Óenguso: El sueño de Óengus
- Táin Bó Fráich: El asalto al ganado de Fráech
- Tochmarc Treblainne: El cortejo de Treblann
- Táin Bó Regamain: El asalto al ganado de Regamon
- Táin Bó Dartada: El asalto al ganado de Dartaid
- Táin Bó Flidaise: Conduciendo el ganado de Flidais
- Tochmarc Ferbe: El cortejo de Ferb Versión de Leinster; Versión de Egerton
- Echtra Nerae: Las aventuras de Nera
- Táin Bó Regamna: El asalto al ganado de Regamna
- Noínden Ulad: La debilidad de los hombres del Úlster
- De Chophur in Da Muccida: La discusión de los dos cuidadores de cerdos
- Táin Bó Cuailnge: El asalto al ganado de Cooley 1; 2
- Aided Con Roí: La muerte de Cú Roí
- Mesca Ulad: La intoxicación de los Ulaid
- Tochmarc Luaine ocus Aided Athirni: El cortejo de Luaine y la muerte de Athirne
- Togail Bruidne Dá Derga: La destrucción del Hostal de Da Derga
- Aided Cheltchair maic Uthechair: La muerte de Celtchar mac Uthechair
- Serglige Con Culainn ocus Óenét Emire: La devastadora enfermedad de Cú Chulainn y el único episodio de celos de Emer
- Cath Étair: La batalla de Howth
- Cath Ruis na Ríg: La batalla de Ros na Rig
- Aided Con Culainn: La muerte de Cú Chulainn
- Aided Ceit maic Mágach: La muerte de Cet mac Mágach
- Aided Lóegairi Búadaig: La muerte de Lóegaire Búadach
- Aided Conchobuir: La muerte de Conchobar
- Bruiden Da Chocae: El hostal de Da Choca
- Cath Airtig: La batalla de Airtech
- Aided Fergusa maic Róig: La muerte de Fergus mac Róich
- Goire Conaill Chernaig ocus Aided Ailella ocus Conaill Chernaig: La adoración de Conall Cernach, y las muertes de Ailill y Conall Cernach
- Aided Meidbe: La violenta muerte de of Medb
- Siaburcharpat Con Culainn: El carro fantasma de Cú Chulainn
- De Faillsigud Tána Bó Cuailnge: El redescubrimiento del ganado de Cooley